# 27ª Mostra internazionale d'arte cinematografica di Venezia

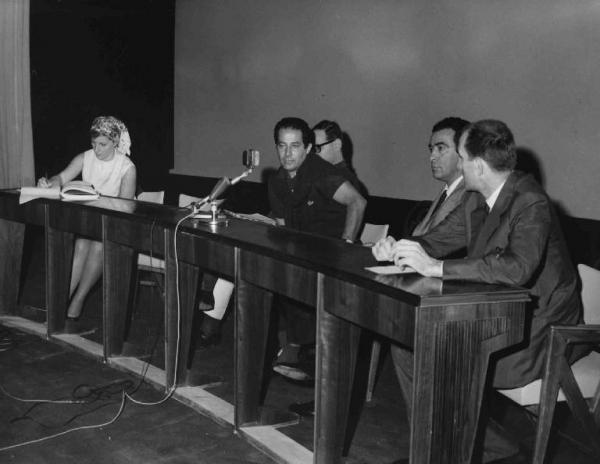
Il regista Gillo Pontecorvo alla conferenza stampa della presentazione del film alla Mostra Internazionale del Cinema di Venezia

La 27ª edizione della Mostra internazionale d'arte cinematografica di Venezia si è svolta a Venezia, Italia, dal 28 agosto al 10 settembre del 1966, ancora sotto la direzione di Luigi Chiarini.
Quarto Leone d'oro consecutivo per un film italiano, al film di Gillo Pontecorvo La battaglia di Algeri.

## Giuria e premi
La giuria era così composta:
- Giorgio Bassani (presidente, Italia), Lindsay Anderson (Gran Bretagna), Luboš Bartošek (Cecoslovacchia), Michel Butor (Francia), Lewis Jacobs (Stati Uniti d'America), Lev Vladimirovič Kulešov (Unione Sovietica), Joris Ivens (Paesi Bassi).

I principali premi distribuiti furono:
- Leone d'oro: La battaglia di Algeri di Gillo Pontecorvo
- Leone d'argento: Chappaqua (Chappaqua) di Conrad Rooks e La ragazza senza storia (Abschied von gestern) di Alexander Kluge (ex aequo)
- Coppa Volpi al miglior attore: Jacques Perrin per Un uomo a metà
- Coppa Volpi alla miglior attrice: Natalia Arinbasarova per Il primo maestro (Pervyi ucitel)
- Targa Leone di San Marco per il miglior film d'animazione: Chromophobia

## Sezioni principali

### Film in concorso
- Atithi, regia di Tapan Sinha (India)
- Au hasard Balthazar, regia di Robert Bresson (Francia/Svezia)
- Chappaqua, regia di Conrad Rooks (Stati Uniti d'America/Francia)
- Fahrenheit 451, regia di François Truffaut (Regno Unito)
- Giochi di notte (Nattlek), regia di Mai Zetterling (Svezia)
- I selvaggi (The Wild Angels), regia di Roger Corman (Stati Uniti d'America)
- Il primo maestro (Pervyj uchitel), regia di Andrej Končalovskij (Unione Sovietica)
- La battaglia di Algeri, regia di Gillo Pontecorvo (Algeria/Italia)
- La busca, regia di Angelino Fons (Spagna)
- La calda preda (La curée), regia di Roger Vadim (Francia/Italia)
- La ragazza senza storia (Abschied von gestern), regia di Alexander Kluge (Germania Ovest)
- Le creature (Les créatures), regia di Agnès Varda (Francia/Svezia)
- Un uomo a metà, regia di Vittorio De Seta (Italia/Francia)